# Локомоція

Личинка жука здійснює прямолінійний рух.

Локомо́ція (від лат. locus — місце и motio — рух) — сукупність рухів, за допомогою яких тварини переміщуються у просторі (у повітрі, воді, ґрунті, по твердій поверхні). Локомоція грає важливу роль в житті тварин: на відміну від більшості рослин, вони можуть пересуватися у пошуках їжі або для порятунку від хижаків.

## Види локомоції
- Буріння ґрунту
- Плавання
- Політ
- Брахіація
- Ходьба, біг, стрибання, рись, галоп
- Повзання